# دودة الكتب

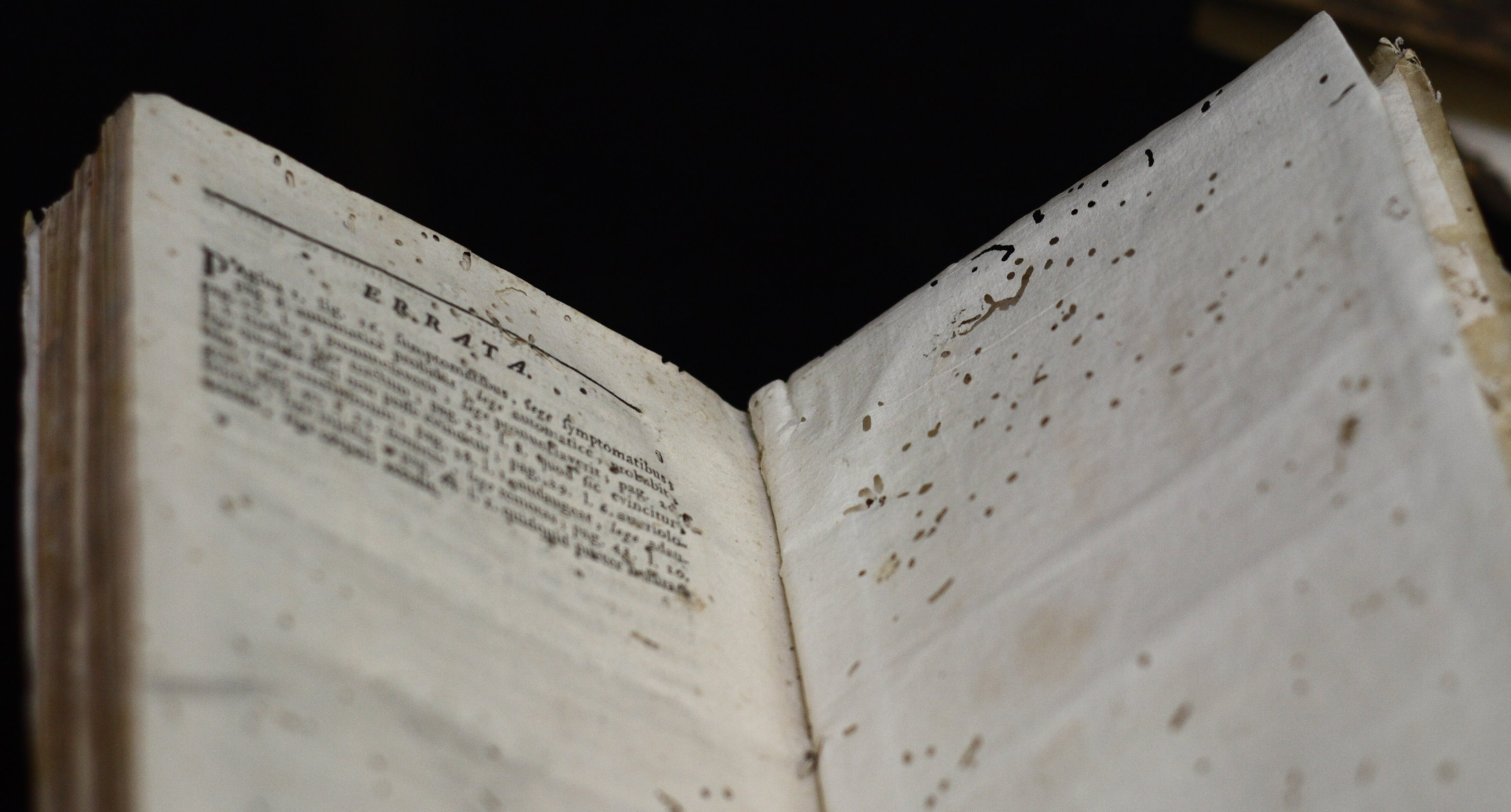
صفحات مثقوبة أتلفتها دودة الكتب في طبعة تصحيح.

دودة الكتب هي كلمة شائعة تستخدم بوجه عام للتعبير عن أية حشرة يُفترض أنها تثقب صفحات الكتب.
ولكن ثاقبات الكتب الفعلية كائنات غير مألوفة. تحفر كل من يرقات خنفساء الموت (واسمها العلمي إكزيستوبيوم رفوفيلوسوم) وخنفساء الأثاث الشائعة (واسمها العلمي أنوبيوم بنكتاتيوم) أنفاقًا خلال الخشب والورق إذا ما وجد بالقرب من الخشب.
وتعد قملة الورق هي الحشرة الأساسية التي تتغذى على الكتب أو الورق (وتعرف أيضًا بقملة الكتب أو قملة الورق). وتتغذى حشرة سوكوبترا المتناهية في الصغر (التي يقل حجمها عن 1 ملم) ذات الجسم الأملس عديمة الأجنحة (عادة يطلق عليها علميًا تروجيوم بلساتوريوم) بالفعل على العفن الدقيق وغيره من المواد العضوية التي تعثر عليها في أماكن العمل غير النظيفة (على سبيل المثال، الأماكن الباردة والرطبة والمظلمة والأماكن التي تخلو من الحركة مثل المخازن والمكتبات والمتاحف)، ورغم ذلك فإنها تهاجم أيضًا أغلفة الكتب وأجزاءها الأخرى. فهي ليست قملة بالمعنى الحقيقي.
هناك حشرات كثيرة أخرى مثل السمك الفضي (الليبيسما السكرية) أو الصرصور (مختلف أنواع البلاتوديا) تستهلك هذا العفن وأيضًا الورق المتهالك أو معاجين تجليد الكتب التي تصنع من النشا حيث يمثل الدفء والبلل والرطوبة العالية عناصرًا أساسية مطلوبة، ومن هنا شاع التلف بدرجة أكبر في المناطق الاستوائية. ويعد الورق والأصماغ الحديثة أقل جذبًا للحشرات.
في غضون شهرين تهاجم عثة الملابس وفراشة حاملات المسكن أغلفة الكتب القماشية. بينما تجلب الكتب المغلفة بالجلد عديد من الحشرات الآكلة مثل، خنفساء اللحوم ويرقات خنفساء السجاد السوداء وخنفساء البسكويت. ولا تنجذب عثة دودة الكتب (دودة اللوز أو دودة برعم التبغ) ويرقاتها إلى الكتب. وتعد اليرقات من الآفات التي تصيب زراعات القطن أو التبغ مثل دودة لوز القطن أو دودة براعم البطاطس.